# 費雷羅灣
費雷羅灣（英語：Ferrero Bay）是南極洲的海灣，位於科斯格羅夫冰架以西，寬30公里，處於皇帝半島和卡尼斯蒂奧半島之間，該海灣以美國海軍上尉命名。
73°28′S 102°23′W / 73.467°S 102.383°W